# او-بوت نوع ۱۰
او-بوت نوع ۱۰ (به آلمانی: U-Boot-Klasse VII) نوعی از او-بوت‌های کریگس‌مارینه، نیروی دریایی آلمان در جریان جنگ جهانی دوم بود.